# Vôge
Ne doit pas être confondu avec Bailliage de Vôge.
 (octobre 2017).
La Vôge est une contrée naturelle, verte et forestière, aux reliefs peu accusés, appartenant aux pré-Vosges, zone vallonnée de plateaux et de basse montagne avant d'atteindre le massif des Vosges à partir de Remiremont. Souvent formée d'une succession de plateaux gréseux qui séparent au nord-est de la France, principalement les départements des Vosges et de la Haute-Saône, sur une zone orientée de l'ouest à l'est. Ce territoire se situe entre Vittel, Saint-Loup-sur-Semouse et Remiremont. Cela correspond approximativement au bassin versant de la Méditerranée dans le département des Vosges (sud du canton de Lamarche, canton de Monthureux-sur-Saône, canton de Darney, canton de Bains-les-Bains, canton de Xertigny et canton de Plombières-les-Bains).
Les principales agglomérations de la Vôge du département vosgien sont Le Val-d'Ajol (4 000 habitants), Xertigny (2 800 habitants), Plombières-les-Bains (1 850 habitants), Bains-les-Bains (1 250 habitants) et Darney (1 200 habitants).

## Description géologique et biogéographique
Sous la Restauration, les petits écoliers vosgiens apprenaient une tripartition de leur département natal, oubliée aujourd'hui. Les premiers géologues en 1840 ont conforté cette séparation entre :
- la montagne et ses socles gréseux, crystallophylliens et plutoniques (grès vosgien ou grès permien, gneiss, granite...) ;
- la plaine au terrain secondaire d'âge jurassique ;
- la Vôge reposant sur une bande parfois mince et lacérée de grès bigarré d'époque triasique.

Pour les géomorphologues de la fin du XIXe siècle, la Vôge correspondait au bassin primitif de la Saône sur environ 48 km de son cours, soit un territoire de 69 483 ha. N'oublions aussi ses affluents majeurs, le Coney sur 41 km, la Semouse sur 17 km, l'Augronne sur 14 km, la Combeauté... qui entament parfois toute la bande de grès bigarré en des gorges et des vallées profondes.
En réalité, une saillie du Muschelkalk ou calcaire coquillier, au nord et à l'ouest, a généré un relief dominant, dénommées les Faucilles. Elles comportent le signal de Vioménil (472 m d'altitude), le signal de Dombasles (421 m), le Haut de Dixmonts (456 m), le mont Heuillon (480 m) et enfin en partie sur le versant de la Saône, le Hautmont (501 m) et le mont des Fourches (501 m). Elles couronnent le haut bassin de Saône. Au sud-ouest, des couches compactes de calcaires coquilliers, terrains muschelkalk non érodés, recouvrent les grès bigarrés. Au sud, elles prennent la forme de lamelles qui parviennent parfois jusqu'au grès vosgien du piémont vosgien. Le massif des Vosges marqué par ses grès vosgiens et ses roches cristallines clôture cette région naturelle verte au nord-est et à l'est.
La Vôge est constituée d'une succession de grands plateaux de grès bigarrés, qui sont apparus après l'érosion en période froide des terrains calcaires. Leur altitude décroît du nord-est au sud-est. À l'extrême est, les plateaux dépassent 600 m d'altitude, mais Plombières à l'étroit dans son vallon n'est qu'à 430 m d'altitude et Xertigny à 496 m d'altitude. Les plateaux au centre est atteignent entre 600 et 430 m d'altitude, égayés par Le Clerjus (400 m), Charmois (350 m), Bains (313 m). À l'ouest, les plateaux passent de 350 à 250 m d'altitude, Darney étant à 270 m. Plus à l'ouest encore, Monthureux (245 m) et Bleurville (280 m) se signalent par des terroirs plus ouverts.
Le paysage observé du haut du rebord des Faucilles dévoile un pays vert, essentiellement composé de forêts, de landes de genêts, de bruyères et de myrtilles, de pâturages et de prés, de prairies humides, d'eaux courantes ou stagnantes malgré les rares villages gris et la blondeur des champs avant les moissons. Vers 1880, un tiers des surfaces de la Vôge est boisé. En 1896, dans les 44 communautés vosgiennes de la Vôge, on recense 37 723 ha de terres et prés et 23 641 ha de forêts domaniales et privées.
La Vôge vosgienne verte est parsemée de vallées et comporte aujourd'hui encore des boisements éparpillés, démultipliés de diverses essences de feuillus (chênes, hêtres) et de résineux (pins, sapins, épicéas). Les cantons forestiers de Xertigny, de Bains, ainsi qu'une partie des cantons de Plombières, Darney et Monthureux-sur-Saône qui la compose sont remarquables. Le chêne est dominant à Darney. Les hêtraies sont mieux adaptées sur les contreforts de l'est, à Xertigny et Plombières.
Les monts Faucilles représentent la ligne de partage des eaux entre le bassin méditerranéen et celui de la mer du Nord. Au nord de celles-ci, les grands plateaux calcaires qui permettent l'infiltration des eaux ont un aspect gris aride, ils sont peu boisés et fertiles en céréales. Au sud de celles-ci, la Vôge apparaît comme un pays vert aux eaux abondantes en surface, porteur de splendides forêts de chênes et de hêtres.
La Saône et ses premiers affluents comme l'Ourche et le Côney irriguent la Vôge qui dénombre de nombreux étangs.
« ...là où courent Côney, Semouse, Augrogne, Combeauté des terres de tempérament froid, des étangs, des tourbières, des fuines on dit ailleurs des fagnes des bois et encore des bois, cette Vôge-là a ses beautés, surtout sa mélancolie ».

## Économie

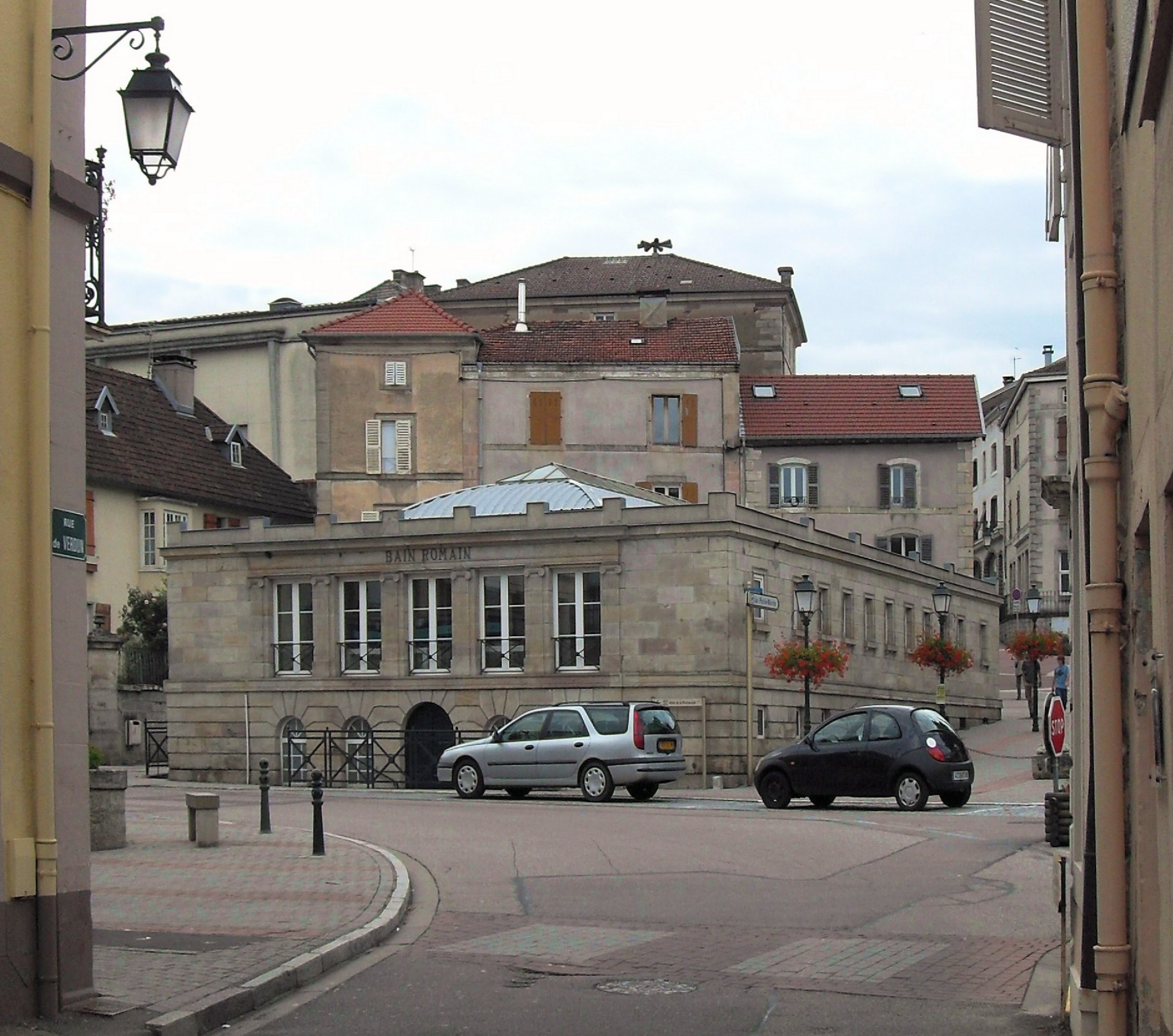
Bain romain de Bains-les-Bains.

Les récoltes des champs de la Vôge comportaient à la Belle Époque surtout de l'avoine et du seigle, sans oublier les pommes de terre. Les terres plus basses, souvent plus sèches, de Monthureux et de Bleurville étaient plus propices aux céréales. Les cantons de Bains, Xertigny et Plombières, peuplés de montagnards vosgiens, récoltaient autrefois la petite cerise des bois, à partir des merisiers plantés sur les meilleurs coteaux exposés au soleil. Leurs habitants fabriquaient une eau-de-vie réputée, le kirsch de la Vôge. Les vignes de cépage gamay, aux raisins grossiers et goûteux, ont souvent remplacé cette cueillette tant que l'activité agricole persista.
L'économie forestière a longtemps dominé. Elle s'est orientée beaucoup vers les petites industries, verres, couverts, métallurgie, mais la région reste aujourd'hui essentiellement agricole et forestière.
Le thermalisme est l'une des originalités de la Vôge, avec les eaux thermales à Bains-les-Bains et Plombières-les-Bains. Le canton de Xertigny profite pour sa part de l'activité du bassin d'emploi d'Épinal.

## Histoire d'un espace naturel
César et Pline ont employé l'expression Vosagus mons pour signifier cette contrée frontalière. Le premier conquérant des Gaules indique que la Meuse prend sa source dans le Vosegus mons aux confins du pays des Lingons. Le second maître de la marine romaine, un siècle plus tard, signale de grands abietes, soit les sapins de cette contrée. N'est-ce pas stricto sensu la Vôge ? Signalons que la Meuse prend sa source dans le Bassigny. 
Si Vosegus mons n'a pas engendré directement la Vôge, le terme implique déjà la présence d'une zone reconnue de contact et de frontière, d'abord entre les tribus celtes, les Lingons à l'ouest, les Séquanes au sud et les Leuques au nord, que les grandes délimitations administratives gallo-romaines (Lyonnaise / Belgique), mérovingienne (Burgondie/Austrasie), carolingienne (Bourgogne /Lotharingie) ont préservé jusqu'à nos jours avec les régions Champagne à l'ouest, Lorraine au nord et Franche-Comté au sud.
N'y a-t-il par un rapport de la Vôge avec les Vosges, c'est-à-dire le massif s'allongeant du sud vers le nord, des plateaux de Haute-Saône et la trouée de Belfort, surplombant la dépression rhénane vers les Basses-Vosges à la frontière allemande actuelle et au-delà ? Il n'est pas sûr que les précédents prestigieux descripteurs Romains aient su nommer le second. Castra Vogesi curvam super ardua rupem pugnatis pictis cohibebant Lingonis armis. Lucain n'écrit-il pas Vogesi rupes pour les rochers escarpés des Vosges, induisant le latin médiéval Vogesa avant l'allemand Vogesen. Et Julien nomme dans sa lettre aux Athéniens en grec Βοσεγος (Bosegos) lorsqu'il décrit Strasbourg, un camp bien fortifié au pied des Vosges, ce qui s'écrirait Vosegos en écriture latine, faisant apparaître un curieux pluriel. Mais leurs héritiers s'inspirent de la divinité topique Vosagus, protectrice de la faune, selon le poète Venance Fortunat pour rassembler ce qui paraît alors en un seul grand massif boisé.

### Terre humide et forestière
L'historien Alban Fournier a montré qu'aux yeux gallo-romains la silva vosagum rassemble un vaste ensemble qui est érigé en réserve mérovingienne, en foresta, en regali silva. En 1594, le président Thierry Alix mentionne dans son dénombrement de la Lorraine que les Vosges commencent entre le païs de Lorraine et les comtés de Bourgogne. Vaubourg des Marets dans son mémoire sur l'état de la Lorraine en 1697 (publié par la société d'archéologie lorraine à la Belle Époque) insiste : "Les Vosges s'étendent jusqu'à l'extrémité de la Champagne vers les sources de la Meuse". L'emploi du terme Vosges est ici le fruit d'une mauvaise traduction du latin sylva vosagus. Aussi il faudrait corriger avec un terme inusité à l'époque forêt de Vosges. Forest de Voyge, bois de Voyge désigne simplement alors les terres forestières des Faucilles. 
Or si la Vôge est bien forêt royale à l'époque mérovingienne, elle relève sans équivoque de l'autorité des rois de Burgondie. Le traité d'Andelot en 587 fait du faîte des Faucilles la frontière entre Bourgogne et Austrasie. Le roi Gontran chasse dans la Vôge, per silvam Vosagum. Il y fait arrêter son chambellan Chundon qui avait braconné un auroch. Pompierre Pons petreus, ce pont de pierre sur le Mouzon qu'emprunte la grande voie romaine de Chalon-sur-Saône à Metz est le lieu de rencontre solennel entre les deux souverains francs d'Austrasie et de Burgondie, Childebert et Gontran. Sa proximité avec les cités de Langres en Bourgogne et de Toul en Austrasie indique que la Vôge est voisine de la frontière, elle est alors du côté bourguignon. La frontière varie momentanément au début du VIIe siècle : Théodoric, roi de Bourgogne, annexe le pagus segentensis ou suggentensis (le Saintois) avant qu'il fasse retour en 610 à l'Austrasie.

### Espace précocement humanisé et industrieux
Pourtant, à en croire la densité des vestiges gallo-romains, la Vôge est une zone précocement peuplée, active dans le transit entre nord et sud, l'ouest et l'est. Pas moins de six passages ou voies romaines la franchissent de :
- Langres à Strasbourg,
- Bourbonne à Danubria (Deneuvre),
- Corre à Charmes (ancien chemin de portage de la Saône à la Moselle),
- Martigny à Épinal,
- Bains-les-Bains à Arches,
- Escles à Remiremont.

L'apogée de la Gaule romaine est loin après les régressions démographiques du IIIe siècle et du Ve siècle. L'assimilation à la Burgundie gallo-romaine est un indice de civilisation raffinée. La bonne gestion des bois est un atout, elle a attiré des populations germaniques, habiles au métier du bois ainsi qu'à ces sous-produits favorisant le travail des métaux. La Vôge est aussi loin qu'on puisse remonter une contrée de forges, de charronnage, d'outils de bois et de boisellerie. Sont venus s'y greffer d'autres activités : la verrerie, la saboterie, la menuiserie, la fabrique de pelles. 
Des communautés industrieuses ont été appelées et installées par le pouvoir ducal. Au commencement entre 1390 et 1410, des communautés verrières, originaires des confins de Bohême, s'installent dans les forêts méridionales du duché de Lorraine.
Le lien seigneurial avec la famille impériale de Luxembourg, régnant en Bohême, proche de la maison ducale de Lorraine, expliquerait cette migration de verriers de grand verre, transmettant entre eux par serment leur procédé à mâchon. 
En 1448, la charte des verriers attestent quatre communautés actives - les nouveaux toponymes de la forêt et les noms des gens plus ou moins altérés par prononciation se confondent déjà. Il s'agit des familles : 
- Briseverres (Bisevalle, Brysonvalle),
- Thietry (enfants Dietrich ou Théodoric, avec les prénoms-noms devenus lorrains Colin, Nicolas, Henry),
- Heuricel (Jacob, Heuri Jacob)
- Hennezel (Jean, Hänsel ou Petitjean),
- Haendel,
- Thysac (un Guillaume de Thysac s'établit au Fays de Belrupt).

Ces dynasties de verriers anoblis se répandent aux abords des forêts ducales : elles créent des nouveaux lieux d'habitations qui s'inscrivent dans le réseau - sans doute lâche, mais préexistant - des villages, hameaux et fermes. Notons deux caractéristiques des installations verrières qui regroupent habitations modestes (logis, mesnaiges) avec jardins, puits, sources captées et réserves à poissons, aménagement des terres en étangs, prairies, champs de culture, meix, réalisation hydraulique avec moulin à blé ou huile, scierie, forge ou papellerie : d'abord l'existence d'une maison forte avec sa chapelle (maison fortifiée du maître verrier, du type conservé à Lichecourt ou La Rochère), environnée d'écurie, d'étables, de granges et de logis modestes et ensuite la présence proches de fours verriers, allumés en saison d'octobre au printemps.
Les troubles guerriers et leurs cortèges de pestes et de famines sont importants au début du XVe siècle. L'industrie verrière est florissante au XVIe siècle et un intense trafic voiturier se développe. Leurs domaines placés aux voisinages de la Bourgogne sont systématiquement mentionnés sur les cartes, les maîtres verriers et leurs hommes, armés, participent à la sécurité de la route et des transports. Certains membres des familles dirigeantes s'investissent dans d'autres activités : services administratifs ou militaires du Duché, finances ou forges. 
Il ne faut pas confondre l'activité noble avec la verrerie de petits verres ou gobeleterie, plus modeste, développée par les familles Massey, Finance, Houx, Bonnay, Bigot. Les deux industries peuvent être portatives : le four est construit là où il y a du bois (combustible), de l'eau et du sable, des fougères (alcali).
L'histoire local recèle ainsi une richesse insoupçonnée, porté par des lignages qui sont parfois partis dans le vaste monde exercer leurs activités ou leur commerce. Quelques familles de marchands industriels embrassent la religion réformée à l'instar d'un grand nombre de verriers qui parfois prennent le chemin de l'exil.

Après la première occupation française en 1631 et les dévastations de 1636, l'économie du pays verrier, à l'instar de la Lorraine, sombre profondément. Les familles de maîtres verriers s'exilent alors en France, en Belgique ou en Angleterre... 
Les verreries et granges de la prévôté de Darney, célèbre pour sa forêt de chênes de 14 000 ha, en sont l'illustration, pour ne pas citer Hennezel (canton de Darney) et Claudon (canton de Monthureux). Les mutations des procédés industriels ont entrainé un déclin de l'industrie et de l'agriculture traditionnelle, suivi d'une baisse de la population. Dans la Vôge vosgienne, l'essor du XIXe siècle semble être effacé, lorsque l'exode rural frappe à la fin du siècle : 37 500 habitants en 1796, 35 680 habitants en 1805, 42 638 en 1830, 47 605 en 1867, 18 200 en 1896. La population de Monthureux et de Darney a connu ce déclin moins fortement, de 10 210 habitants en 1805 à 9 177 habitants en 1896.

### Contrée de pouvoirs morcelés
Alban Fournier en 1901 a montré aussi que la Vôge n'a jamais constituée une entité administrative, la division politique et religieuse est toujours constatée par l'analyse des faits historiques. Il s'opposait à l'explication germaniste qui assimile la Vôge à un petit pays ou district singulier (Wasgau), alors que les Vosges seraient un pluriel. Aujourd'hui encore, sur le plan de la vie politique, trois départements de trois régions différentes se partagent son administration. À l'époque mérovingienne et carolingienne des pagi, ou pays, ils sont déjà nombreux. Citons vers 870 pour la seule partie lotharingienne, la plus prépondérante, les trois pagi de la l'ancienne cité des Leuques civitas Leuciou de Toul (Tullum Leucorum) : 
- le pagus calmontensis (c'est le Chaumontois écrit calmontins au traité de Meerssen, en août 870)
- le pagus segentensis (Saintois)
- le pagus solecensis (Soulossois)

Les divisions du diocèse de Toul après l'an mil ne recoupent que grossièrement ces anciennes divisions. Il y a au sud du premier pagus cité les archidiocèses de Port et de Voge (Faucilles orientale). L'archidiocèse de Vittel couvre le troisième pagus et une partie du second. Enfin, Xertigny, Plombière, Monthureux et le reste de la Vôge (autre que la partie occidentale au diocèse de Langres) obéissent au diocèse de Besançon. Sur 62 communautés du bassin de la Saône, 35 relèvent de Toul, 27 de Besançon. Sur les 44 communautés de la Vôge devenue vosgienne, 28 relèvent de l'évêché de Toul, 16 de Besançon. 
L'état de division administrative et politique du haut bassin de la Saône se perpétue à l'époque moderne. Sur soixante-deux localités du bassin de la Saône, 36 sont pleinement lorraines et ressortissent du bailliage des Vosges au XVIe siècle, 18 appartiennent au Barrois, 7 à la Franche-Comté, une au royaume de France. Les imbrications suscitent des querelles de suprématie d'état et de nationalité, à l'époque où la France se distingue de la Lorraine indépendante et de la Franche-Comté espagnole. Au niveau du terroir, les communautés sont même parfois bipartites ou tripartites. Si la fusion de la maison de Bar et de Lorraine avait déjà facilité précocement les contrôles, l'hégémonie militaire française simplifie radicalement la donne. Le traité de Nimègue lui livre la Franche-Comté. Mais l'occupation militaire épisodique de l'espace lorrain prend fin avec le retour du duc Léopold. L'intrication complexe des territoires oblige ce dernier à conclure un traité dit de "droit de passage" avec Louis XIV en août 1704. Les hommes, debout et sans arrêt, avec leurs chariots, chevaux, denrées et marchandises pourront surseoir au contrôle pour quitter ou gagner leurs maisons. Sur 44 communautés de la Vôge devenues vosgienne, 28 sont alors lorraines, douze barroises, quatre françaises. Les quelques communautés françaises enclavées se réjouirent de cet accord. 
Une partie du territoire de la Vôge appartient historiquement aux terres du comté de Fontenoy. Fontenoy-le-Château, souvent porté sur les cartes sous le toponyme de Fontenoy-en-Vôge, sur le Côney, était la porte méridionale vers la Vôge.

## Architecture

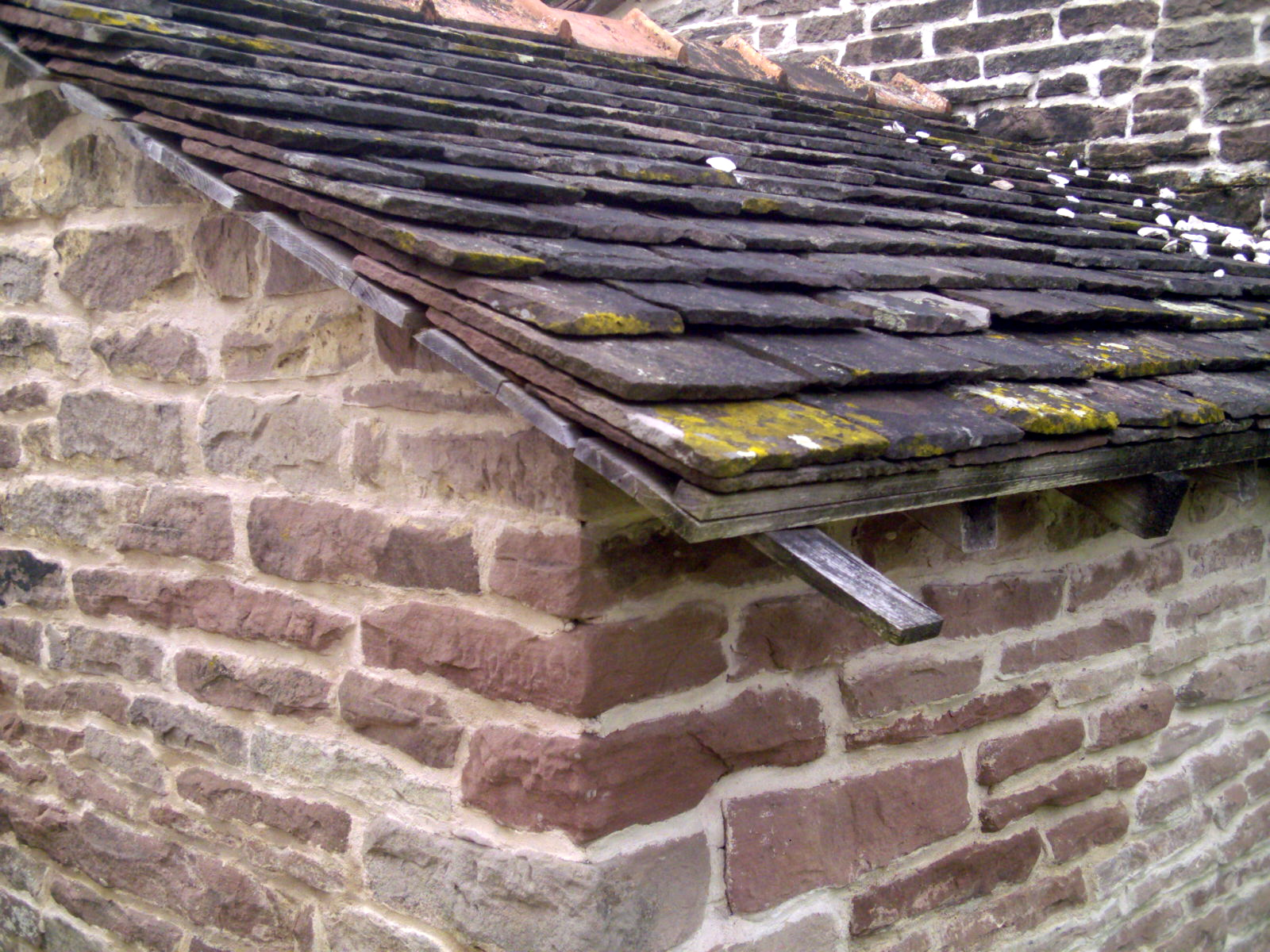
Toit en laves.

L'architecture se caractérise par l'utilisation du grès comme matériau de construction, notamment pour les clôtures de jardin (les pâlis) et les toitures (les laves). L'art de la taille du grès a atteint un premier point d'excellence locale pendant la période gallo-romaine puis a sombré au début de l'époque médiévale. L'intense construction médiévale, surtout dès le XIe siècle et XIIe siècle, aurait relancé cette activité, les maîtres recherchant désormais des roches gréseuses à grains très fins. La taille de vastes bassins de fontaine était remarquable au XVe siècle.

## Littérature
L'écrivain régionaliste Georges Lionnais a publié le poème Lorraine et Vôge en 1910 :
Et reprenant ainsi ma lyre bien aimée,

Je te chante toujours, ô Vôge parfumée,

Lorraine aux gais coteaux, qu'un doux rayon dora.
— Georges Lionnais, Le Pays lorrain

## Un avenir mélancolique
Cette région en voie de désertification depuis des lustres n'a pas encore trouvé de stratégie de rebond. En 1983, Geneviève Dietrich évoquait un plan d'urbanisme mis au point dans les années 1960 qui prévoyait un doublement de la population de la Vôge. Or, entre 1982 et 2011, cette population, déjà faible, a baissé en moyenne de 20 %.

## Communes des Vosges
Selon les ouvrages, les limites de la Vôge peuvent diverger. Ce qui est sûr, c'est qu'elles suivent à peu près la ligne de partage des eaux entre le bassin du Rhône et le bassin du Rhin.
Dans le département des Vosges, 65 communes sont situées sur le bassin versant de la mer Méditerranée (27 326 habitants en 2012), ce qui en fait la seule région naturelle de Lorraine dans ce cas. On peut y ajouter 11 communes situées sur le bassin versant de la mer du Nord (4 832 habitants en 2012), indiquées en italique sur la liste ci-dessous. 
- Canton de Lamarche : 16 communes (sur 26)

Ainvelle, Châtillon-sur-Saône, Fouchécourt, Frain, Grignoncourt, Isches, Lironcourt, Marey, Mont-lès-Lamarche, Morizécourt, Saint-Julien, Senaide, Serécourt, Serocourt, Les Thons et Tignécourt.
- Canton de Monthureux-sur-Saône : 11 communes (sur 11)

Ameuvelle, Bleurville, Claudon, Fignévelle, Gignéville, Godoncourt, Martinvelle, Monthureux-sur-Saône, Nonville, Regnévelle et Viviers-le-Gras.
- Canton de Darney : 21 communes (sur 21)

Attigny, Belmont-lès-Darney, Belrupt, Bonvillet, Darney, Dombasle-devant-Darney, Dommartin-lès-Vallois, Escles, Esley, Frénois, Hennezel, Jésonville, Lerrain, Pierrefitte, Pont-lès-Bonfays, Provenchères-lès-Darney, Relanges, Saint-Baslemont, Sans-Vallois, Senonges et Les Vallois.
- Canton de Bains-les-Bains : 12 communes (sur 12)

Bains-les-Bains, Fontenoy-le-Château, Grandrupt-de-Bains, Gruey-lès-Surance, Harsault, Hautmougey, La Haye, Le Magny, Montmotier, Trémonzey, Vioménil et Les Voivres.
- Canton de Xertigny : 8 communes (sur 8)

La Chapelle-aux-Bois, Charmois-l'Orgueilleux, Dounoux, Hadol, Le Clerjus, Uriménil, Uzemain et Xertigny.
- Canton de Plombières-les-Bains : 4 communes (sur 4)

Bellefontaine, Girmont-Val-d'Ajol, Le Val-d'Ajol et Plombières-les-Bains.
- Autres cantons : 4 communes

Thuillières (canton de Vittel) ; Harol (canton de Dompaire) ; Dommartin-aux-Bois (canton d'Épinal-Ouest) ; Girancourt (canton d'Épinal-Ouest)
Avec le redécoupage cantonal de 2014, les communes de la Vôge sont regroupées dans un grand canton de Darney et un grand canton du Val-d'Ajol ; auxquels s'ajoute la commune de Thuillières (grand canton de Vittel).